# 蓼兰镇
蓼兰镇是中国山东省青岛市平度市下辖的一个镇，是青岛市规划的人口规模5~10万的23个重点镇之一。

## 行政区划
蓼兰镇下辖前进社区、万利社区、胜利村、幸福村、和平村、民主一村、民主二村、医官庄村、焦家寨村、大彭家村、王木匠庄村、肖家村、景家庄村、大吴家村、小吴家村、韩丘村、杨家丘村、长庄村、张家疃村、田家庙村、侯西庄村、许家村、北小庄村、西王疃村、常富庄村、北张家丘村、小葛家村、于家梁而疃村、许家梁而疃村、葛家村、庄头村、雷家村、肖戈庄村、后于家村、前于家村、前张家村、后张家村、硝场村、杨家顶子村、三十里堡村、丘西村、蔡家礼府村、李家礼府村、孙家礼府村、蒲家村、南张家丘村、西杜家村、家后村、冯戈庄村、权家村、大于家村、西吴家村、南官庄村、七里庄村、大八里庄村、小八里庄村、小于家村、南陈家村、邢家村、范家村、南荆家庄村、何家店村、西何家店村、滑溪头村、双柳树村、小李戈庄村、管家村、后宅家村、吴家村、林家村、任山庙村、窦家村、彩村、陈家顶村、南刘家庄村、道望丘村、南姚家村、窝铺沟东村、窝铺河北村、安子丘村、小王家村、长岭庄村、许丘村、湾东村、毛家村、夏家庄村、宅科村、圈子周家村、马戈庄村、马辛庄村、砖西丘村、宋家村、西王庄村、老窝周村、庄科村、北陈家村、谭家村、北王庄村、万柳周村、宋戈庄村、曹戈庄村、马二丘村、徐庄村、赵戈庄村、西马丘村、东马丘村、小马丘村、大姜村、小姜村、李家村、刘家村、孙家村、葛前村、葛后村、院后村、仁里家村、店上村、王唐家村、初家村、打磨王家村、北辛庄村、前孙家村、后孙家村、双庙朱家村、北黄家村、玉王庄村、小万家村、北杜家村、大万家村、任家庙村、南孙家村、南纪家村、河西马家村、小王家庄村、于家村、程家村、付家村、李打铁家村、东李家村、南辛庄村、河北孙家村、河北李家村、饮马沟村、古路庄村、李宝窝村、大荆栾庄村、小荆栾庄村、西王家村、夏家村、东刘家口子村、西刘家口子村、六七里庄村、彭家坊村、堡上村、堡前纪家村、后陈家村、前徐家村、河北崔家村、前陈家村、西北孙家村、巩家村、毕家村、大綦家村、小綦家村。
蓼兰镇现辖：
前进社区、胜利村、幸福村、和平村、民主一村、民主二村、医官庄村、焦家寨村、大彭家村、王木匠庄村、肖家村、景家庄村、大吴家村、小吴家村、韩丘村、杨家丘村、长庄村、张家疃村、田家庙村、侯西庄村、许家村、北小庄村、西王疃村、常富庄村、北张家丘村、小葛家村、于家梁而疃村、许家梁而疃村、葛家村、庄头村、雷家村、肖戈庄村、后于家村、前于家村、前张家村、后张家村、硝场村、杨家顶子村、三十里堡村、丘西村、蔡家礼府村、李家礼府村、孙家礼府村、蒲家村、南张家丘村、西杜家村、家后村、冯戈庄村、权家村、大于家村、西吴家村、南官庄村、七里庄村、大八里庄村、小八里庄村、小于家村、南陈家村、邢家村、范家村、南荆家庄村、何家店村、西何家店村、滑溪头村、双柳树村、小李戈庄村、管家村、后宅家村、吴家村、林家村、任山庙村、窦家村和彩村。